# Nahodilost
Nahodilost, také kontingence, je ve filozofii a logice stav výroků, které nejsou pravdivé pod každým možným hodnocení (tj. tautologie) ani nepravdivé pod každým možným hodnocení (tj. kontradikce). Podmíněný návrh není ani nutně pravdivý, ani nutně nepravdivý. Je opakem nutnosti a časové vymezenosti (terminovanosti).
Výroky, které jsou podmíněné, tomu mohou být proto, že obsahují logické spojky, které spolu s pravdivostní hodnotou kterékoli z jeho atomárních částí určují pravdivostní hodnotu výroku. To znamená, že pravdivostní hodnota věty je závislá na pravdivostních hodnotách vět, které ji tvoří. Podmíněné výroky závisí na faktech, zatímco analytické výroky jsou pravdivé bez ohledu na jakákoli fakta, o kterých mluví.
Spolu s podmíněnými výroky existují alespoň tři další třídy výroků, z nichž některé se překrývají:
- Tautologické věty, které musí být pravdivé, bez ohledu na to, jaké jsou nebo by mohly být okolnosti (příklad: Je to tak, že nebe je modré, nebo není, aby nebe bylo modré.).
- Kontradikce, které musí být nutně nepravdivé, bez ohledu na to, jaké jsou nebo by mohly být okolnosti (příklad: Prší a neprší.).
- Možné výroky, které jsou pravdivé nebo mohly být pravdivé za určitých okolností (příklady: x + y = 4, což je pravdivé pro některé hodnoty x a y, ale nepravdivé pro jiné; Nebo existují pouze tři planety, které mohou být pravdivé, protože může mluvit o jiném světě, který sám o sobě může být skutečný nebo hypotetický. Totéž platí pro Existují více než tři planety). Každý nezbytně pravdivý výrok a každý podmíněný výrok je také možným výrokem.

Ve středověké scholastice se nahodilost nepovažovala pouze za svobodu Nejsvětější Trojice nestvořit vesmír, ale také na řád a zřetězení (kauzalitu) přírodních událostí.
V 16. století skotismus a evropská reformovaná (karteziánská) scholastika objevily ideu synchronní nahodilosti Johna Dunse Scota, která dokázala odstranit rozpory mezi nutností, lidskou svobodou a svobodnou vůlí Boha stvořit svět.